# 3818 Gorlitsa
A 3818 Gorlitsa (ideiglenes jelöléssel 1979 QL8) a Naprendszer kisbolygóövében található aszteroida. Nyikolaj Sztyepanovics Csernih fedezte fel 1979. augusztus 20-án.